# Pavlo Tyčyna
Pavlo Grygorovyč Tyčyna (in ucraino Павло Григорович Тичина?, in russo Павел Григорьевич Тычина?, Pavel Grigor'evič Tyčina; Pisky, 11 gennaio 1891 – Kiev, 16 settembre 1967) è stato un poeta e politico sovietico di etnia ucraina.

## Biografia
Tyčyna studiò al Seminario teologico di Černihiv. Le sue prime poesie risentono dell'influenza di autori come Oleksandr Oles, Mykola Voronyj e Mychajlo Mychajlovyč Kocjubyns'kyj. Esordì nel 1906 con la poesia Synie nebo zakrylosia ("Il cielo blu si è chiuso") e nel 1912 pubblicò Vy znaiete, iak lypa shelestyt'? ("Sapete come suona il tiglio?") nella rivista Literaturno-naukovyj vistnyk. Durante gli anni di studio all'Istituto commerciale di Kiev lavorò nel collegio editoriale delle riviste Rada e Svitlo.
La sua prima raccolta di poesie fu Soniashni kliarnety ("I clarinetti del sole", 1918), caratterizzata da una forma di simbolismo ucraino che istituì un genere poetico noto come kliarnetyzm ("clarinettismo"). Durante l'occupazione ucraina dei bolscevichi, Tyčyna restò un autore indipendente e presto divenne uno dei maggiori esponenti della poesia ucraina. Nel 1923 si trasferì a Charkiv e aderì alle correnti HART e VAPLITE. L'adesione a quest'ultima associazione gli valse la critica delle autorità e l'accusa di nazionalismo borghese. Si allineò quindi al realismo socialista e pubblicò raccolte come Černihiv (1931), Partija vede ("Il partito guida", 1934) e Chuttia iedynoï rodyny ("Sentimenti di un'unica famiglia unificata", 1938), che gli valse il Premio Stalin per la letteratura nel 1941. Il suo periodo patriottico proseguì anche durante la seconda guerra mondiale.
Nel dopoguerra Tyčyna non prese parte al rinascimento culturale ucraino, al contrario attaccò duramente i Šestidesjatniki. La sua poesia continuò a glorificare il Partito Comunista, il leader Nikita Sergeevič Chruščëv e la Collettivizzazione in Unione Sovietica. Per la sua fedeltà al Partito fu insignito delle massime onorificenze della nazione e fu deputato del Soviet Supremo della RSS Ucraina e suo segretario, nonché deputato del Soviet Supremo dell'URSS e ministro dell'istruzione della RSS Ucraina.
Prima del suo allineamento al regime comunista, Tyčyna fu uno dei migliori interpreti della poesia ucraina degli anni '20. Il suo stile sintetizzava perfettamente il barocco seicentesco e il simbolismo del Novecento. Il suo "clarinettismo" fu una delle avanguardie letterarie più importanti d'Europa.